# Boossa
Boossa är en administrativ by i Sri Lanka.   Den ligger i provinsen Southern Province, i den södra delen av landet, 100 km söder om huvudstaden Colombo.